# 扎里奇亞 (伊爾沙瓦區)
48°16′46″N 22°59′27″E / 48.27944°N 22.99083°E

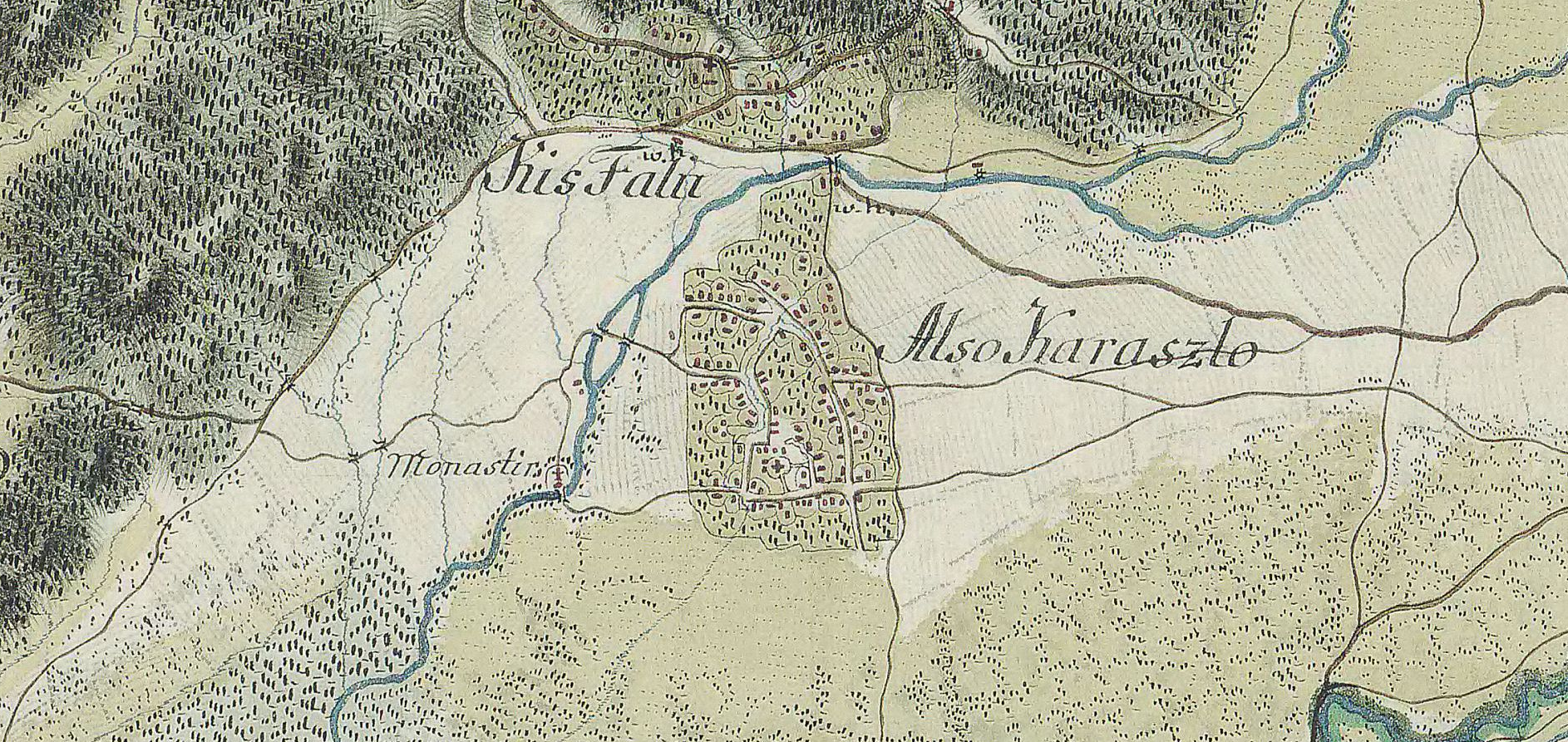

扎里奇亞（烏克蘭語：Заріччя）是位於烏克蘭西部外喀爾巴阡州的胡斯特區的村莊，始建於1242年，面積4.43平方公里，海拔高度124米，人口4,500，人口密度每平方公里890人。